# Cosimo Damiano Fonseca
Cosimo Damiano Fonseca (* 21. Februar 1932 in Massafra; † 10. März 2025 ebenda) war ein italienischer Historiker. Er befasste sich insbesondere mit hoch- und spätmittelalterlicher Kirchengeschichte, den Stadtstaaten Oberitaliens sowie der Normannen- und Stauferherrschaft in Süditalien und Sizilien.

## Leben und Wirken
Cosimo Damiano Fonseca studierte Theologie in Neapel und wurde 1954 zum Priester geweiht. Da er noch nicht das Mindestalter von 24 Jahren erreicht hatte, benötigte er hierfür einen Dispens des Papstes. 1956 wurde er zum Doktor der Theologie promoviert. Anschließend folgte ein Studium der Geschichte (1958–61) und ein weiterer Doktorgrad an der Katholischen Universität Mailand. Er spezialisierte sich auf die Geschichte des Mittelalters, Kulturgeschichte des Christentums sowie Paläographie, Diplomatik und Archivkunde. An der Cattolica in Mailand war er zunächst als Assistent bei Pietro Zerbi (1922–2008) tätig und lehrte ab 1961 als Privatdozent. Von 1964 bis 1965 war er Stipendiat der Alexander-von-Humboldt-Stiftung in Freiburg im Breisgau. Dort kam er in Kontakt mit zahlreichen Schülern Gerd Tellenbachs, wie Joachim Wollasch und Karl Schmid. In Freiburg hatte zu dieser Zeit die Memorialforschung besondere Bedeutung.
In Mailand wurde er 1973 ordentlicher Professor für mittelalterliche Geschichte. Mittelalterliche Geschichte lehrte er auch an der Universität Lecce. Dort war er auch für neun Jahre Dekan der Philosophischen Fakultät und erster Direktor des Instituts für mittlere und neuere Geschichte. In Lecce leitete er von 1979 bis 1983 die neu eingerichtete Scuola di specializzazione (Graduiertenschule) für klassische und mittelalterliche Archäologie. Anschließend lehrte er in Bari Mittelalterliche Geschichte und Geschichte des Christentums sowie lateinische Paläographie und Diplomatik. 
In Potenza wurde er 1982 erster Rektor der neugegründeten Universität Università degli Studi della Basilicata, die er zwölf Jahre leitete. Im Jahr 1991 gründete er die archäologische Scuola di Specializzazione in Matera, einer Außenstelle der Universität der Basilicata. Fonseca war Vizepräsident der Rektorenkonferenz und Mitglied des Consiglio Universitario Nazionale (CUN). Er prägte maßgeblich die italienische Universitätspolitik in den letzten zwanzig Jahren des 20. Jahrhunderts. Sein Schriftenverzeichnis umfasst mehr als 500 Veröffentlichungen.
In Italien hat Fonseca im Bereich der Nekrologforschung die Fragestellungen und Methoden der deutschsprachigen Memorialforschung fruchtbar gemacht. Eine besondere Faszination übte auf ihn die vielsprachige Kultur Siziliens und Oberitaliens aus. Er gründete und leitete zahlreiche außeruniversitäre Forschungsinstitute. Er begründete 1982 das Centro Internazionale di Studi Gioachimiti, das die Schriften des Joachim von Fiore erforscht. Im Jahr 1985 gründete er das Istituto Internazionale di Studi Federiciani (Institut für Friedrich-Studien), das die Baudenkmäler Friedrichs II. in Süditalien untersucht. In Tarent schuf er 1993 das Centro Studi Melitensi, das sich mit dem Johanniterorden beschäftigt.
Fonseca war Mitglied zahlreicher wissenschaftlicher Akademien: der Accademia Nazionale dei Lincei, des Istituto Lombardo di Scienze e Lettere, der Accademia Pontaniana in Neapel, der Accademia di Scienze, Lettere ed Arti di Palermo. Ihm wurde 2006 als erstem Italiener der Wissenschaftspreis der Stauferstiftung Göppingen verliehen. Eine zweibändige Festschrift mit 61 Beiträgen wurde 2004 veröffentlicht.
Außerdem war er Träger folgender Auszeichnungen: Medaglia d’oro ai benemeriti della scuola della cultura e dell’arte (1982) sowie der drei höchsten Stufen des Verdienstordens der Italienischen Republik: Commendatore (1983), Grande Ufficiale (1986) und Cavaliere di Gran Croce (1989).
Cosimo Damiano Fonseca starb im März 2025 im Alter von 93 Jahren in seiner apulischen Geburtsstadt Massafra.